# Ронжин, Сергей Александрович
Сергей Александрович Ронжин (14 августа 1869 — 1929) — русский генерал.

## Биография

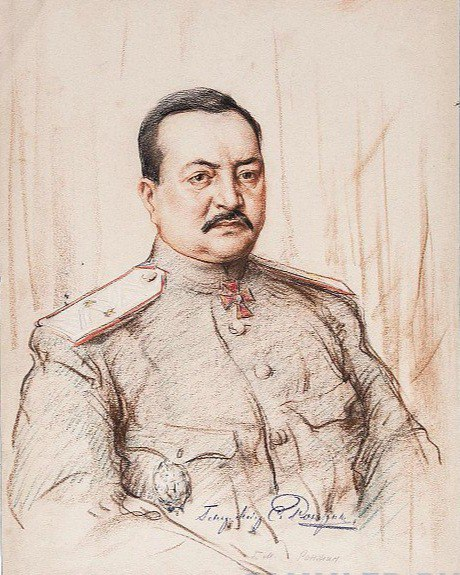
Портрет генерал-майора Сергея Александровича Ронжина. 1916 г.

Православный. Из дворян. Образование получил в Симбирском кадетском корпусе. В службу вступил 01.10.1886. В 1889 году окончил Николаевское инженерное училище. Выпущен в 7-й саперный батальон. Подпоручик (ст. 10.08.1889). Поручик (ст. 07.08.1891). В 1897 году окончил Николаевскую академию Генерального штаба по первому разряду. Штабс-Капитан (ст. 19.05.1897). Состоял при Киевском военном округе. С 30 января 1889 — старший адъютант штаба 32-й пехотной дивизии. Со 2 марта — помощник старшего адъютанта штаба Киевского военного округа. Капитан (ст. 18.04.1899). Цензовое командование ротой отбывал в 129-м пехотном Бессарабском полку (31.10.1900-24.10.1901). С 13 декабря 1902 — штаб-офицер для особых поручений при командующем войсками Киевского военного округа. Подполковник (ст. 06.04.1903). Полковник (ст. 22.04.1907). Цензовое командование батальоном отбывал в 125-м пехотном Курском полку (01.05.-01.09.1908). С 24 декабря 1908 — заведующий передвижением войск Киевского района. С 23 апреля 1911 — начальник отделения ГУГШ. Генерал-майор (пр. 06.12.1912; ст. 14.04.1913). С 9 октября 1913 — помощник начальника отдела военных сообщений ГУГШ. Начальник отдела военных сообщений ГУГШ (с 22.05.1914). Представитель от Военного министерства в Совете по железнодорожным делам (с 22.05.1914).
При проведении мобилизации назначен 19.07.1914 начальником военных сообщений при Верховном главнокомандующем. В ведении Ронжина оказались все перевозки (главным образом по железным дорогам и водным путям) на ТВД. С 5 октября 1915 — и.д. главного начальника военных сообщений (на 03.01.1917 главный начальник военных сообщений). Генерал-лейтенант (пр. 1916; ст. 14.04.1919). 16 января 1917 переведен в распоряжение военного министра, а 20.05.1917 зачислен в резерв чинов при штабе Одесского военного округа.
Во время гражданской войны служил во ВСЮР, с 03.07.1919 в резерве чинов при штабе Главнокомандующего ВСЮР; 31.07.1919 направлен из Тульчи в Новороссийск на судне «Николай». Эвакуирован 25.03.1920 из Новороссийска на судне «Бюргермейстер Шредер». В эмиграции в Югославии, где и скончался.

## Награды
- Орден Святого Станислава 3-й ст. (1898);
- Орден Святой Анны 3-й ст. (1903);
- Орден Святого Станислава 2-й ст. (1905);
- Орден Святой Анны 2-й ст. (06.12.1910);
- Орден Святого Владимира 3-й ст. (06.12.1913);
- Орден Святого Станислава 1-й ст. (1914);
- Орден Святой Анны 1-й ст. (1915).